# Ооржак, Хунаштаар-оол Сурун-оолович
Хунаштаар-оол Сурун-оолович Ооржак (11 сентября 1932 года, м. Мунгаш-Ак, с. Бажын-Алаак, Барун-Хемчикский район, Тувинская Народная республика — 1993) — Народный хоомейжи Республики Тыва (1992).

## Биография
Хунаштаар-оол Сурун-оолович Ооржак родился 11 сентября 1932 года в местности Мунгаш-Ак Барун-Хемчикского района Тувинской Народной республики. После службы в армии, с семьёй переехал в Сут-Хольский район, где работал чабаном. С 1990 годов работал преподавателем хоомея на национальном отделении Кызылского училища искусств, где создал фольклорный ансамбль горловиков «Эдер-Куй». О. С. Хунаштаар-оол говорил своей коллеге Балдан Татьяне Туматовне "Когда близко подходишь к училищу или входишь в него, повсюду слышен шум, отголоски всех инструментов занимающихся студентов. И это напоминает эхо в пещере. Назовём ансамбль "Эдер-Куй («Поющая пещера»).

## Творчество
Хунаштаар-оол из инструментов предпочитал дошпулуур. По его собственным воспоминаниям, с детства освоил стили сыгыт и каргыраа. Он стал известным, когда ему было 35 лет. По сообщению работников культуры Сут-Хольского района, приехал научный сотрудник ТНИИЯЛИ и записал пение Хунаштаар-оола на магнитную ленту. Не прошло и полугода, имя его стало известным не только в республике, но и за её пределами. Изначально ориентировался на исполнение хоомейжи Ооржака Болдуна. Впоследствии овладел и стилями хоомей, борбаннадыр, эзенгилээр. В каждом различал пение на несколько голосов. Ооржак Хунаштаар-оол классифицировал последние следующим образом: плавный, певучий, просторный и грудной. Ещё одна классификация мастера касалась разновидностей горлового пения, посредством носового резонатора: подражание мычанию, колыбельная, кочевое. Он все пять стилей хоомея (хоомей, сыгыт, каргыраа, борбаннадыр, эзенгилээр. Сыгыт и борбаннадыр произошли от хоомея, каргыраа — от пения скворца, эзенги сродни каргыраа) мастерски исполняет, непринуждённо, без особого напряжения. Своим прямым долгом Хунаштаар-оол О. считал обучение молодых исполнителей всем пяти главным стилям хоомея. Он — активный участник концертов художественной самодеятельности, фестиваля, посвящённого 50-летию Великого Октября в Москве, смотра музыкального фольклора народов Сибири и Дальнего Востока, концерта, посвящённого Дню литературы и искусства Азербайджана в Баку, «Олимпиады-80», Республиканского фестиваля «Хоомей-81», Международного фестиваля «Радуга-80», концерта, посвящённого 40-летию Советской Тувы в Москве, международных музыкальных форумов, организованных Международным музыкальным Советом ЮНЕСКО в Париже (1971), Алма-Ате (1973), где его песня «Алаш» была включена в число 16-ти самых лучших произведений стран Азии. Лауреат самых представительных выступлений в Кремлёвском Дворце съездов, зонального конкурса самодеятельных артистов г. Новосибирска. Создатель детского ансамбля горлового пения «Хоомей» в Алдан-Маадырской средней школе (1977).

## Награды и звания
- внесён в Государственную книгу «Заслуженные люди Тувы XX века»
- лауреат зонального конкурса самодеятельных артистов г. Новосибирска (1977)
- Народный хоомейжи Республики Тыва (1992)